# Warneckes Heidemoor-Sonneneule
Warneckes Heidemoor-Sonneneule (Heliothis maritima) ist ein Schmetterling (Nachtfalter) aus der Familie der Eulenfalter (Noctuidae). Der deutsche Name ehrt den Hamburger Landgerichtsdirektor und Entomologen Georg Warnecke.

## Merkmale
Die Flügelspannweite der Falter beträgt etwa 28 bis 32 Millimeter. Bei der Nominatform ssp. maritima, (Graslin, 1855) variieren die Zeichnungselemente auf dem Vorderflügel von moderat kontrastreich mit grünlichen Bändern auf einer hellbeige-grünlichen Grundfarbe bis zu verwaschen auf einer fast rostroten Grundfarbe (ab. ferruginea Spuler, 1907). Die rostrote Grundfarbe erstreckt sich auch auf die Hinterflügel und das Abdomen. Bei der ssp. warneckei (Boursin, 1963) sind die Zeichnungselemente kontrastreicher, die Grundfarbe ist beige-grünlich, rötliche Elemente fehlen. Die Zeichnung besteht aus dunkelgrünen und schwarzen Binden, einem deutlich sichtbaren Nierenmakel und einer unterschiedlich starker schwarzer Überstäubung. Der dunkle Mittelschatten verläuft schräg auf den Hinterrand zu. In der Nähe des Apex ist ein dunkler Keilfleck zu erkennen. Auf den gelben Hinterflügeln befinden sich ein großer schwarzer Diskalfleck sowie ein breites dunkles Saumband, das einen gelben Fleck unmittelbar am Saum aufweist. Die Fransen sind hellgelb gefärbt.

### Ähnliche Arten
- Die Karden-Sonneneule (Heliothis viriplaca) unterscheidet sich durch die fast gerade auf den Hinterrand zulaufende Mittelbinde, den am Innenrand ausgedehnter angelegten Mittelschatten sowie die etwas breiteren Vorderflügel. Eine sichere Unterscheidung ist durch eine Untersuchung des Genitalapparats möglich.

## Geographische Verbreitung und Lebensraum
Das Verbreitungsgebiet von Warneckes Heidemoor-Sonneneule ist disjunkt. Die ssp. maritima kommt in den Küstengebieten Südwestfrankreich vor, die ssp. warneckei in Südengland (Hampshire, Dorset and Surrey) und vom belgisch-französischen Grenzgebiet entlang der Nordseeküste bis nach Dänemark. In der Literatur sind stark unterschiedliche Arealangaben zu finden. Sie erklären sich dadurch, dass mittel- und südosteuropäische Inlandpopulationen, die von Fibiger et al. (2009) zu Heliothis adaucta gestellt werden, früher zu Heliothis maritima gerechnet wurden.
Die Art kommt hauptsächlich in Dünenlandschaften, Heidegebieten und Salzmarschen in Küstengebieten oder auch in pleistozänen Sandgebieten weiter im Inland vor.

## Lebensweise
Die Art bildet im Süden zwei Generationen im Jahr, deren Falter im Mai und Juni sowie im Juli und August fliegen. In Großbritannien sowie in Nordwestdeutschland und Dänemark wird dagegen nur eine Generation gebildet, deren Falter von Juli bis August fliegen. Die Falter sind tag- und nachtaktiv, fliegen im heißen Sonnenschein und besuchen Blüten. Nachts kommen sie an künstliche Lichtquellen. Die Raupen ernähren sich bevorzugt von den Blüten und Samen verschiedener Pflanzen. Dazu gehören Schuppenmieren (Spergularia spp.), Besenheide (Calluna vulgaris), verschiedene Heidekrautarten (Erica spp.), Strand-Aster (Tripolium pannonicum), Limonium leptostachyum und Beinbrech (Narthecium ossifragum). Für England nennt Ian Kimber Glocken-Heide (Erica tetralix) und Besenheide (Calluna). Die Art überwintert als Puppe.

## Gefährdung
Die Art ist auf der Roten Liste gefährdeter Arten der Bundesrepublik Deutschland in der Kategorie 1 (vom Aussterben bedroht) bzw. M (Irrgast) geführt. In den Niederlanden ist seit 1990 ein starker Rückgang der Population zu beobachten.

## Systematik und Taxonomie
Die Art wird von Fibiger et al. (2009) in zwei Unterarten unterteilt:
- Heliothis maritima maritima de Graslin, 1855, beschränkt auf Südwestfrankreich, Grundfarbe heller, geht oft ins Rötliche, Zeichnung nicht so kontrastreich, oft verwaschen, Vorderflügel etwas breiter, Apex nicht so zugespitzt
- Heliothis maritima warneckei (Boursin, 1963), südliches England, Nordseeküste vom französisch-belgischen Grenzgebiet bis nach Dänemark, Vorderflügel etwas schlanker, Apex etwas mehr zugespitzt, Zeichnung meist kontrastreicher, oft etwas dunkler, auf dem Hinterflügel sind die schwarzen Zeichnungselemente größer und schärfer gezeichnet.

Die Unterarten Heliothis maritima bulgarica Draudt, 1938, H. maritima centralasiae Draudt, 1938 und H. maritima angarensis Draudt, 1938 wurden von Fibiger et al. (2009) Heliothis adaucta Butler, 1878 zugewiesen und mit der Nominatunterart vereinigt.